# Reinhard Bonnke
Reinhard Bonnke (19. dubna 1940, Königsberg – 7. prosince 2019, Orlando) byl německý letniční kazatel, evangelista a publicista, známý zejména svou působností v Africe, kde byl činný od roku 1967, a kontroverzemi ohledně jeho uzdravovatelských schopností.
Roku 1974 založil misijní organizaci Christ for all Nations (CfaN), kterou vedl do roku 2010.
V roce 1990 vedl evangelizaci v Bratislavě, v roce 2002 byl hlavním řečníkem na Křesťanské konferenci v Praze. Do češtiny bylo přeloženo několik jeho spisů (např. Škola ohně, Život v jednom ohni).